# Traditori di Kamigawa
(Generale Takeno)
Traditori di Kamigawa (Betrayers of Kamigawa in inglese) è un'espansione del gioco di carte collezionabili Magic: l'Adunanza. In vendita in tutto il mondo dal 4 febbraio 2005, Traditori di Kamigawa è il secondo set del blocco di Kamigawa, composto anche dall'espansione precedente, Campioni di Kamigawa, e da quella seguente, Liberatori di Kamigawa.

## Ambientazione
(La Storia di Kamigawa)
Questo set, come il precedente, è ambientato nel piano dimensionale di Kamigawa, che è scosso da una guerra globale. Gli spiriti che a Kamigawa dimorano in ogni cosa, senza un motivo apparente si sono rivoltati contro il mondo mortale, che è costretto a difendersi in un disperato tentativo di combattere contro le proprie divinità.

## Caratteristiche
Traditori di Kamigawa è composta da 165 carte, stampate a bordo nero, così ripartite:
- colore: 30 bianche, 30 blu, 30 nere, 30 rosse, 30 verdi, 1 multicolore, 12 incolori, 2 terre.
- per rarità: 55 comuni, 55 non comuni, 55 rare.

Il simbolo dell'espansione, (uno shuriken), si presenta nei consueti tre colori a seconda della rarità: nero per le comuni, argento per le non comuni, e oro per le rare.
Traditori di Kamigawa è disponibile in bustine da 15 carte casuali e in 4 mazzi tematici precostituiti da 60 carte ciascuno:
- Ninjutsu (blu)
- Devozione Oscura (rosso/nero)
- La Tana dei Ratti (nero)
- Plasmaspiriti (verde/bianco)

Traditori di Kamigawa fu presentata in tutto il mondo durante i tornei di prerelease il 22 gennaio 2005, in quell'occasione venne distribuita una speciale carta olografica promozionale: Occhi di Pece, Serva di Oni, che presentava un'illustrazione alternativa rispetto alla carta che si poteva trovare nelle bustine.

### Ristampe
Nell'espansione sono state ristampate le seguenti carte da set precedenti:
- Ali Fantasma (dall'espansione Cavalcavento)
- Scrostare (dall'espansione Destino di Urza)
- Stroncare (dall'espansione Destino di Urza)
- Estirpare (dall'espansione Destino di Urza)
- Seminare Sale (dall'espansione Destino di Urza)
- Scheggia (dall'espansione Destino di Urza)

Le cinque carte dell'espansione Destino di Urza vennero ristampate per aiutare i giocatori a contrastare le numerose carte giocate nel formato Standard dell'epoca (come Testimone Eterna, Sparafuoco Goblin o Torre delle Nubi).

## Novità
Traditori di Kamigawa presenta due nuove abilità oltre a quelle già apparse nell'espansione precedente: Ninjutsu e Obolo.

### Nuove abilità

#### Ninjutsu
Ninjutsu è un'abilità di alcune creature di tipo Ninja. Pagando il costo di ninjutsu di una creatura, è possibile metterla in gioco direttamente al posto di un'altra creatura attaccante e non bloccata, che tornerà quindi in mano al proprietario. Il ninja sarà anch'esso attaccante e non bloccato, e sarà possibile scegliere se infliggere danni pari alla forza del ninja o della creatura sostituita.

#### Obolo
L'abilità Obolo consente di giocare una carta in qualsiasi momento si potrebbe giocare un istantaneo, riducendone il costo sacrificando un permanente. "Obolo di [Esempio]" significa che, sacrificando un permanente di tipo [Esempio], il costo dello stesso ridurrà il costo della carta da giocare. Per fare un esempio pratico, se una carta ha un costo di 5GG (cinque mana incolori e due "green", cioè verdi) e per ridurne il costo si offre in obolo un permanente di costo 2G (due mana incolori ed uno verde), il costo ridotto della carta da giocare sarà 5GG - 2G = 3G (tre mana incolori ed uno verde).